# Eudoxie Lopoukhine
Pour les articles homonymes, voir Eudoxie et Lopoukhine.
Titre
Tsarine de Russie
6 février 1689 – 1698
Eudoxie Lopoukhine (en russe : Евдокия Фёдоровна Лопухина, Evdokia Feodorovna Lopoukhina, née Praskovia Illarionovna Lopoukhina) est née le 9 août 1669 (ou 1672) et est morte le 7 septembre 1731, première femme du tsar Pierre le Grand, a été tsarine de Russie de 1689 à 1698. Elle est la mère d'Alexis Pétrovitch (1690-1718). Son père était Illarion  Abramovitch Loupoukhine, grand-officier de la couronne.

## Biographie
Pierre Ier et Eudoxie se marièrent en 1689, elle prend à cette occasion le nom d’Eudoxie (peut-être pour éviter des confusions avec la femme du co-tsar Ivan, Prascovie). Avec Pierre, ce n’est pas véritablement le grand amour. En effet, celui-ci ne lui trouve aucun agrément de conversation, de culture ou de tempérament. Elle était assez mièvre et superficielle, et seulement préoccupée de petites choses.
Elle donna naissance, l’année suivant son mariage, au grand-duc Alexis Pétrovitch. Elle eut deux autres fils de Pierre le Grand, le grand-duc Alexandre Petrovitch, né en 1691, mourut d’une mort naturelle six mois plus tard. Puis, le grand-duc Paul, en 1693, mort-né.
En 1698, Pierre Ier divorça d'elle et la fit enfermer dans un couvent.
En 1699, Eudoxie, soupçonnée d’avoir intrigué dans la dernière révolte des streltsy, est emprisonnée au monastère de Souzdal. Elle fut alors arrachée à son fils, Alexis Pétrovitch, qui est confié aux soins de sa tante Nathalie Alexeïevna. Lors de son emprisonnement, elle trouva un amant, l’officier Stepan Glebov, qui sera exécuté quelque temps plus tard.
Progressivement, Eudoxie et son fils, Alexis Pétrovitch, devinrent le centre de l’opposition aux réformes de Pierre. Alexis Pétrovitch se fait alors emprisonner dans la forteresse Pierre-et-Paul et est obligé par Pierre à dénoncer tous les complices qui l’ont aidé à prendre la fuite. Il fait également parler Euphrosine, maîtresse d’Alexis, qui implique dans un complot de trahison tout le clan des Lopoukhine, dont Eudoxie, l’évêque de Kiev, le capitaine Glebov (ancien amant d’Eudoxie), cinquante religieuses et des centaines de boyards. Tous sont soupçonnés d’avoir voulu renverser Pierre pour mettre Alexis à sa place. Ils furent tous exécutés, sauf Eudoxie, qui fut transférée au monastère de la Dormition de Staraïa Ladoga.
Après la mort de Pierre et l’avènement de sa seconde femme, l’impératrice Catherine Ire de Russie, Eudoxie fut secrètement transférée dans une forteresse près de Saint-Pétersbourg. En 1727, son petit-fils, Pierre II succéda au trône de Russie, et la rappelle à Moscou. Elle est autorisée à conserver sa propre cour au couvent Novodievitchi jusqu’à sa mort en 1731.